# Laguna El Parrillar
Laguna El Parrillar är en sjö i Chile.   Den ligger i regionen Región de Magallanes y de la Antártica Chilena, i den södra delen av landet, 2 200 km söder om huvudstaden Santiago de Chile. Laguna El Parrillar ligger 292 meter över havet. Arean är 9,7 kvadratkilometer. Den sträcker sig 4,8 kilometer i nord-sydlig riktning, och 3,3 kilometer i öst-västlig riktning.
Trakten runt Laguna El Parrillar är nära nog obefolkad, med mindre än två invånare per kvadratkilometer.